# Dąbrówka (powiat Wadowicki)
Dąbrówka is een dorp in de Poolse woiwodschap Klein-Polen. De plaats maakt deel uit van de gemeente Stryszów.